# 마빈의 방 (희곡)
《마빈의 방》(영어: Marvin 's Room)은 미국의 작가 스콧 맥퍼슨이 쓴 희곡이다. 이 작품은 가족에게 닥친 위기 상황을 함께 타개해야만 하는 자매 베시와 리의 이야기를 담고 있다. 1990년 미국 일리노이주 시카고루프에 위치한 굿맨 극장에서 초연되었다.

## 영화 각색
1996년 동명의 영화가 개봉되었다. 베시 역을 연기한 다이앤 키턴은 아카데미 여우주연상 후보에 지명되었다.